# Cementiri d'Almoster
El Cementiri d'Almoster és una obra noucentista d'Almoster (Baix Camp) protegida com a Bé Cultural d'Interès Local, obra de l'arquitecte reusenc Pere Caselles i Tarrats.

## Descripció
El cementiri d'Almoster està situat a la zona nord del municipi, als afores, just al Camí Puig d'en Cama. De tot el perímetre cal destacar l'entrada, que consta d'una estructura formada per l'arc de mig punt d'entrada, amb la dovella clau ressaltada, amb entaulament i frontó. Al centre del frontó s'obre un ull de bou amb la inscripció en relleu de la data: "1922". Tot el conjunt és culminat per una creu al centre, i als laterals, a banda i banda, una forma curvilínia al caires amb un motiu decoratiu en relleu.